# Steve Rapp
Steve Rapp (Oakland, Californië, 18 november 1971) is een Amerikaans motorcoureur.

## Carrière
Rapp maakte zijn professionele motorsportdebuut in 1996. Tussen 1998 en 2003 nam hij ieder jaar deel aan het Amerikaans kampioenschap superbike. In zijn eerste jaar eindigde hij op plaats 33, voordat hij in 1999 elfde werd. In 2000 en 2001 werd hij zevende. In 2002 reed hij niet alle races en eindigde hij op plaats 110 in het klassement. In 2003 werd hij 25e in de klasse. Dat jaar maakte hij tevens zijn debuut in het Amerikaans kampioenschap Superstock, waarin hij met twee zeges zesde werd, en in de Formula Xtreme, met een achtste plaats in de eindstand als resultaat. In 2004 debuteerde hij in het Amerikaans kampioenschap Supersport en eindigde met 255 punten op de zesde plaats. Daarnaast reed hij dat jaar opnieuw in de Superstock-klasse, waarin hij zevende werd.
In 2005 keerde Rapp terug in het Amerikaans kampioenschap superbike, met een achtste plaats in het klassement als resultaat. Ook behaalde hij dat jaar twee podiums in de Superstock-klasse en werd hij achter Aaron Yates en Jason DiSalvo derde in de rangschikking. In 2006 werd hij elfde in de superbike en zevende in de Superstock. 2007 was zijn meest succesvolle jaar tot dan toe. Hij stond in de Supersport twee keer op het podium en eindigde achter Roger Lee Hayden, Jamie Hacking en Josh Hayes als vierde in het kampioenschap. Daarnaast behaalde hij in de Formula Xtreme een overwinning op de Daytona International Speedway en vier andere podiumfinishes, waardoor hij achter Hayes tweede werd in de eindstand. In 2008 werd hij negentiende in de Supersport en derde in de Formula Xtreme.
In 2009 reed Rapp geen races, maar in 2010 keerde hij terug in de motorsport met zijn debuut in de Daytona Sportbike-klasse van het Amerikaans kampioenschap wegrace, waarin hij vierde werd met 281 punten. In 2011 keerde hij terug in de superbike-klasse, waarin hij negende werd. Dat jaar debuteerde hij tevens in de XR 1200-klasse, met een tweede plaats in de eindstand als resultaat. In 2012 werd hij negende in de superbike met een podiumfinish en veertigste in de XR 1200. Dat jaar maakte hij tevens zijn debuut in de MotoGP-klasse van het wereldkampioenschap wegrace op een APR als wildcardcoureur in de Amerikaanse races op Laguna Seca en Indianapolis. In Laguna Seca wist hij zich niet te kwalificeren voor de race, maar in Indianapolis behaalde hij twee kampioenschapspunten met een veertiende plaats.
In 2013 keerde Rapp terug naar de XR 1200-klasse van het Amerikaans kampioenschap wegrace, waarin hij gekroond werd tot kampioen met 1109 punten. Ook reed hij in de Daytona Sportbike-klasse, waarin hij op positie 24 eindigde. In 2014 reed hij opnieuw in beide klassen, met respectievelijk een vierde en een zeventiende plaats in de einduitslag. In 2015 werd het Amerikaans kampioenschap wegrace vervangen door de MotoAmerica, waarin Rapp aan de Superstock 1000-klasse deelnam. Hierin werd hij tiende met 65 punten. 2016 was zijn laatste seizoen als motorcoureur. Hij werd dat jaar binnen de MotoAmerica zevende in de superbike-klasse en achttiende in de Superstock 1000-klasse.